# Gottlieb Meyer
Gottlieb Meyer (* 5. Oktober 1855 in Hallau; † 27. November 1940 in Muralto, reformiert, heimatberechtigt in Hallau, seit 1896 in Oerlikon) war ein Schweizer Druckereiunternehmer und Verleger.

## Leben
Der am 5. Oktober 1855 in Hallau geborene Gottlieb Meyer war der Sohn von Georg Meyer und Magdalena geborene Surbeck. Nach dem Besuch der Sekundarschule absolvierte er eine Schriftsetzerlehre in Schaffhausen. Ab dem Jahr 1884 leitete Meyer die Druckerei seines Bruders in Schaffhausen. Dazu übernahm er den Druck des Schweizer Familien-Wochenblatts, das 1909 in seinen Besitz überging.
Im Jahr 1886 machte sich Gottlieb Meyer in Zürich mit einer Buchdruckerei und einem Zeitschriftenverlag selbständig. 1920 liess er eine Druckerei in Rapperswil einrichten. 1924 gründete Gottlieb Meyer das Meyers Schweizer Frauen- und Modeblatt. In der Folge wurde die Geschäftstätigkeit auf die französischsprachige Schweiz ausgeweitet. Daneben präsidierte er zwischen 1921 und 1940 das Schweizer Druck- und Verlagshaus. Ausserdem lancierte er 1934 die Neue Schweizer Bibliothek. 2002 stellte das Meyers Modeblatt sein Erscheinen ein. Dies, nachdem ein letzter Versuch, unter dem Namen Meyer’s ab 18. Mai 2000 ein neues Lesepublikum anzusprechen, um so den Leserinnenkreis zu erweitern, gescheitert war.
Er war verheiratet mit Barbara geborene Schöttli. Gottlieb Meyer starb im Alter von 85 Jahren.